# Tammy Duckworth
Ladda Tammy Duckworth (Bangkok, 12 maart 1968) is een Amerikaanse politicus voor de Democratische Partij en een voormalig officier in het Amerikaanse leger. Zij is sinds 2017 lid van de Amerikaanse senaat voor de staat Illinois. Van 2013 tot 2017 vertegenwoordigde zij het 8e district van Illinois in het Huis van Afgevaardigden. 

## Biografie
Duckworth is de dochter van een Amerikaanse vader en een Thaise moeder. Haar vader was beroepsmilitair en werkte later voor de Verenigde Naties. Zij studeerde politicologie aan de University of Hawaii en  internationale betrekkingen aan de George Washington University. 

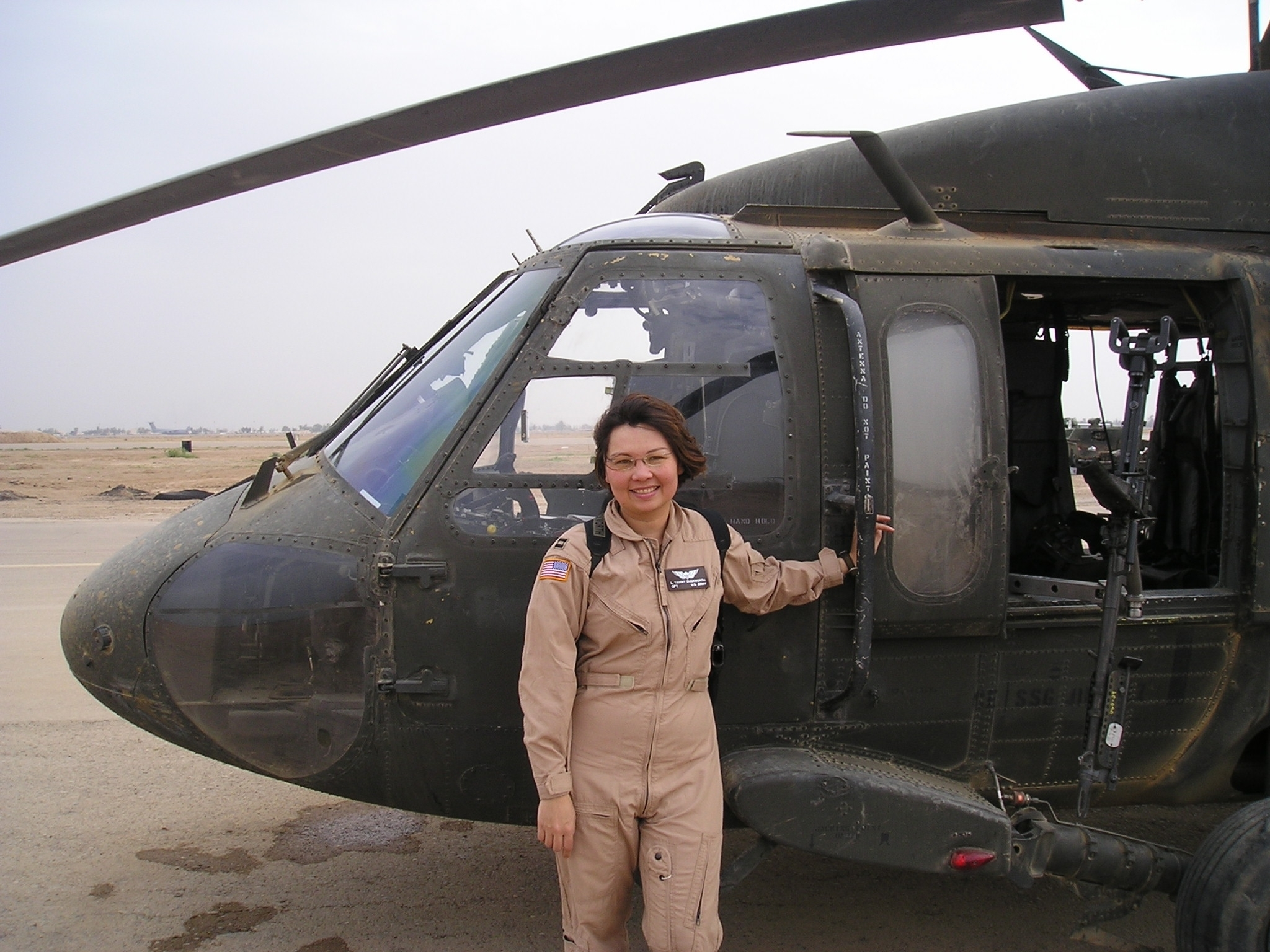
Tammy Duckworth naast haar UH-60 Blackhawk helikopter (2000)

Duckworth werd in 1992 reserve-officier in het Amerikaanse leger en werd opgeleid tot helikopterpiloot. Zij was bezig met haar proefschrift toen ze in 2004 tijdens de Irak-oorlog werd uitgezonden naar Irak waar ze als helikopterpiloot actief was in gevechtssituaties. In november 2004 werd haar helikopter geraakt door een door Irakese opstandelingen afgevuurde raketgranaat. Duckworth raakte ernstig gewond; beide benen werden geamputeerd en ze heeft verminderde mobiliteit in haar rechterarm.  Zij werd onderscheiden met het Purple Heart, de Air Medal en de Army Commendation Medal. Ondanks haar zware verwondingen verzocht en kreeg ze toestemming om als reservist actief te blijven in de Illinois Army National Guard. Zij zwaaide in 2014 af met de rang van luitenant-kolonel.
Na een mislukte poging om gekozen te worden voor het Huis van Afgevaardigden, was Duckworth van 2006 tot 2009 directeur van het Departement voor Veteranenzaken van de staat Illinois. In 2009 werd ze onderminister voor publieke en intergouvernementele zaken bij het federale Ministerie voor Veteranenzaken. Ze nam in 2011 ontslag om weer een gooi te kunnen doen naar een zetel in het Huis van Afgevaardigden. 
In 2012 werd Duckworth gekozen als Afgevaardigde van het 8e district van Illinois. Ze diende twee termijnen in die functie. Ze werd in 2016 voor Illinois gekozen in de Senaat, nadat ze de zittende Republikeinse senator Mark Kirk had verslagen. 
Duckworth is getrouwd met Bryan Bowlsbey, net als zij voormalig officier in de Illinois National Guard en Irak-veteraan. Ze hebben twee dochters. 